# Chapeltown (South Yorkshire)
Chapeltown è un paese di 10.043 abitanti della contea del South Yorkshire, in Inghilterra. Si trova nella parrocchia civile di Ecclesfield.